# Pastorale (Cézanne)
Pastorale è un dipinto a olio su tela (65x81 cm) realizzato nel 1870 dal pittore Paul Cézanne. È conservato nel Musée d'Orsay di Parigi.
L'opera è ambigua ed enigmatica.
Secondo la maggior parte dei critici, l'uomo sdraiato nel prato è Cézanne stesso, mentre i due uomini che lo accompagnano potrebbero essere Émile Zola e Jean-Baptiste Baille, con i quali Cézanne condivideva le gite giovanili per la Provenza.